# الغزو القرمطي الثاني لمصر

وقع الغزو القرمطي الثاني لمصر في عام 974، عندما غزا قرامطة البحرين مصر، مقر الدولة الفاطمية (منذ 973). جاء هجوم القرامطة بعد غزو فاشل عام 971، والذي نجح رغم ذلك في طرد الفاطميين من فتوحاتهم الأولية في بلاد الشام. كان الخليفة الفاطمي المعز لدين الله في وضع صعب لاحتواء التهديد القرامطة، حيث كانت خزانته فارغة وكان السكان مستائين من الضرائب المرتفعة. جهوده لجلب القرامطة، الذين ينتمون إلى فرع مختلف من نفس الطائفة الإسماعيلية من الإسلام الشيعي التي أدت إلى ولادة السلالة الفاطمية، للاعتراف بسلطته كإمام، تم رفضها بفظاظة من قبل زعيم القرامطة الحسن الأعصم. في أواخر عام 973، دخل العلوي البارز أخو مسلم مصر وقاد تمردًا ضد الفاطميين وجباة الضرائب، مما دفع العلويين الساخطين الآخرين إلى التدافع لقضيته. بدأ الهجوم الرئيسي في ربيع 974. دخل جيش القرامطة مصر واحتل دلتا النيل قبل أن يتجه جنوبًا نحو القاهرة، لكنه هُزم على يد الوريث الفاطمي عبد الله بن المعز في معركة شمال عين شمس، بالقرب من المكان الذي تم فيه صد الغزو الأول عام 971. انسحب القرامطة إلى موطنهم في البحرين، وعلى الرغم من مطالبات الأعصم، توصلوا إلى تسوية مع الفاطميين وانسحبوا إلى حد كبير من التدخل في شؤون بلاد الشام بعد ذلك. تم قمع التمردات في مصر بسرعة من قبل القوات الفاطمية. تمكن أخو مسلم من الإفلات من الأسر والفرار إلى شبه الجزيرة العربية، لكنه تسمم على يد حلفائه القرامطة السابقين. فتح فشل غزو القرامطة الطريق أمام الغزو الفاطمي لسوريا على مدى السنوات التالية.